# Piezocera flavipennis
Piezocera flavipennis là một loài bọ cánh cứng trong họ Cerambycidae.